# Демонасса (дружина Адраста)
Демона́сса (дав.-гр. Δημώνασσα) — персонаж давньогрецької міфології, дружина легендарного царя Аргосу Адраста, який брав участь у поході «сімох проти Фів», мати Егіалея, одного з епігонів. 